# México
México [mechiko] (oficiálně Estado Libre y Soberano de México, používaná zkratka je Edomex) je jeden ze 31 států Mexika. Zabírá plochu 22 351,8 km². Hraničí se státem Hidalgo na severu, se státy Tlaxcala a Puebla na východě, se státy Morelos a Guerrero na jihu a se státem Michoacán na západě. Podle sčítání lidu v roce 2020 ve státě México žilo 16 992 418 obyvatel, hlavním městem je Toluca. Podstatná část obyvatelstva žije ve městech, která jsou fyzicky propojená s hlavním městem Ciudad de México a společně s ním vytvářejí metropolitní oblast Valle de México (přes 21 miliónů osob).